# Gökçealan, Selçuk
Gökçealan là một xã thuộc huyện Selçuk, tỉnh İzmir, Thổ Nhĩ Kỳ. Dân số thời điểm năm 2010 là 1.004 người.